# ينس فينتر
ينس فينتر (بالألمانية: Jens Winter)‏ (و. 1965  م) هو ممثل مسرحي، وممثل أفلام ألماني، ولد في ألمانيا.

## وصلات خارجية
- ينس فينتر على موقع IMDb (الإنجليزية)
- ينس فينتر على موقع ألو سيني (الفرنسية)
- ينس فينتر على موقع قاعدة بيانات الأفلام السويدية (السويدية)
- ينس فينتر على موقع قاعدة بيانات الفيلم (الإنجليزية)
- ينس فينتر على موقع كينوبويسك (الروسية)

- ينس فينتر في قاعدة بيانات الأفلام على الإنترنت